# Światowe Dni Młodzieży 1987
II Światowe Dni Młodzieży – międzynarodowe spotkanie młodych za całego świata w Buenos Aires w Argentynie odbyło się w dniach 11–12 kwietnia 1987 roku.
Hasłem spotkania były słowa: Myśmy poznali i uwierzyli miłości jaką Bóg ma ku nam (1J 4,16).
W tym międzynarodowym spotkaniu młodych uczestniczyło ponad milion młodych ludzi. Centralne uroczystości odbyły się na Plaza de Constitución, jednym z największych placów stolicy Argentyny.